# Les enfants du paradis
Les enfants du paradis (br: O Boulevard do Crime; pt: As Crianças do Paraíso) é um filme francês de 1945 dirigido por Marcel Carné.

## Elenco
- Arletty ... Caire Reine
- Jean-Louis Barrault ... Jean-Baptiste Debureau
- Pierre Brasseur ... Frédérick Lemaître
- Pierre Renoir ... Jéricho
- María Casares ... Nathalie